# Coenotephria subochraria
Coenotephria subochraria är en fjärilsart som beskrevs av Doubleday 1843. Coenotephria subochraria ingår i släktet Coenotephria och familjen mätare. Inga underarter finns listade i Catalogue of Life.